# Референц-еліпсоїд

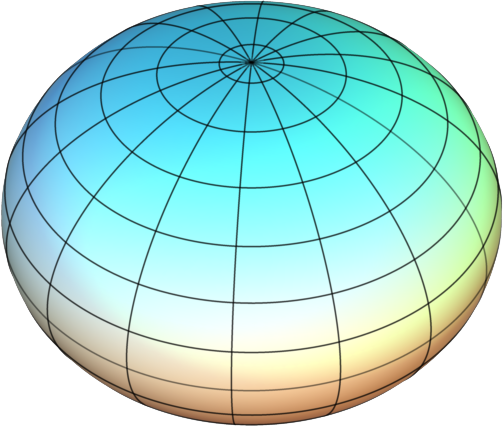
Приплюснута сфера

Референц-еліпсоїд (англ. reference ellipsoid; нім. Bezugsellipsoid n) — земний еліпсоїд обертання заданий екваторіальним і полярним радіусами, орієнтований у тілі Землі, прийнятий для віднесення на нього результатів усіх геодезичних і маркшейдерських вимірювань при обчисленні координат геодезичних та маркшейдерських пунктів. Слугує допоміжною математичною поверхнею при вирішенні різних геодезичних задач. 

## Референц-еліпсоїди в різний час і різних країнах
| Назва                       | Рік вимірювання | Екваторіальний радіус, м | Полярний радіус, м | Полярне стиснення   | Використання                                    |
| --------------------------- | --------------- | ------------------------ | ------------------ | ------------------- | ----------------------------------------------- |
| Мопертюї                    | 1738            | 6 397 300                | 6 363 806,283      | 191                 | Франція                                         |
| Плесі                       | 1817            | 6 376 523,0              | 6 355 862,9        | 308,64              | Франція                                         |
| Евереста                    | 1830            | 6 377 299,365            | 6 356 098,359      | 300,80172554        | Індія                                           |
| Модифікований Евереста      | 1967            | 6 377 304,063            | 6 356 103,0390     | 300,8017            | Західна Малайзія, Бруней                        |
| Модифікований Евереста      | 1967            | 6 377 298,556            | 6 356 097,550      | 300,8017            | Східна Малайзія, Сінгапур                       |
| Ейрі                        | 1830            | 6 377 563,396            | 6 356 256,909      | 299,3249646         | Велика Британія                                 |
| Еліпсоїд Бесселя            | 1841            | 6 377 397,155            | 6 356 078,963      | 299,1528128         | Європа, Японія                                  |
| Кларка                      | 1866            | 6 378 206,4              | 6 356 583,8        | 294,9786982         | Північна Америка                                |
| Кларка                      | 1878            | 6 378 190                | 6 356 456          | 293,4659980         | Північна Америка                                |
| Кларка                      | 1880            | 6 378 249,145            | 6 356 514,870      | 293,465             | Франція, Африка                                 |
| Хелмерта                    | 1906            | 6 378 200                | 6 356 818,17       | 298,3               |                                                 |
| Гайфорда                    | 1910            | 6 378 388                | 6 356 911,946      | 297                 | США (застаріла)                                 |
| Міжнародний                 | 1924            | 6 378 388                | 6 356 911,946      | 297                 | Європа                                          |
| NAD27                       | 1927            | 6 378 206,4              | 6 356 583,800      | 294,978698208       | Північна Америка (застаріла, замінена на NAD83) |
| Еліпсоїд Красовського       | 1942            | 6 378 245                | 6 356 863,019      | 298,3               | Україна, Росія                                  |
| WGS66                       | 1966            | 6 378 145                | 6 356 759,769      | 298,25              | США (застаріла, була замінена на WGS72)         |
| Національний австралійський | 1966            | 6 378 160                | 6 356 774,719      | 298,25              | Австралія                                       |
| Новий міжнародний           | 1967            | 6 378 157,5              | 6 356 772,2        | 298,24961539        |                                                 |
| GRS67                       | 1967            | 6 378 160                | 6 356 774,516      | 298,247167427       |                                                 |
| Південноамериканський       | 1969            | 6 378 160                | 6 356 774,719      | 298,25              | Південна Америка                                |
| WGS72                       | 1972            | 6 378 135                | 6 356 750,52       | 298,26              | США (застаріла, замінена на WGS84)              |
| GRS80                       | 1979            | 6 378 137                | 6 356 752,3141     | 298,257222101       | Міжнародна земна система координат (ITRS)       |
| NAD83                       | 1983            | 6 378 137                | 6 356 752,3        | 298,257024899       | Північна Америка                                |
| WGS84                       | 1984            | 6 378 137                | 6 356 752,3142     | 298,257223563       | США, GPS                                        |
| IERS                        | 1989            | 6 378 136                | 6 356 751,302      | 298,257             |                                                 |
| ITRF2000                    | 2003            | 6 378 136,6 ± 0,1        | 6 356 751,9        | 298,25642 ± 0,00001 | ITRS                                            |